# Acacia stanleyi
Acacia stanleyi är en ärtväxtart som beskrevs av Bruce R. Maslin. Acacia stanleyi ingår i släktet akacior, och familjen ärtväxter. Inga underarter finns listade i Catalogue of Life.